# Variável cataclísmica

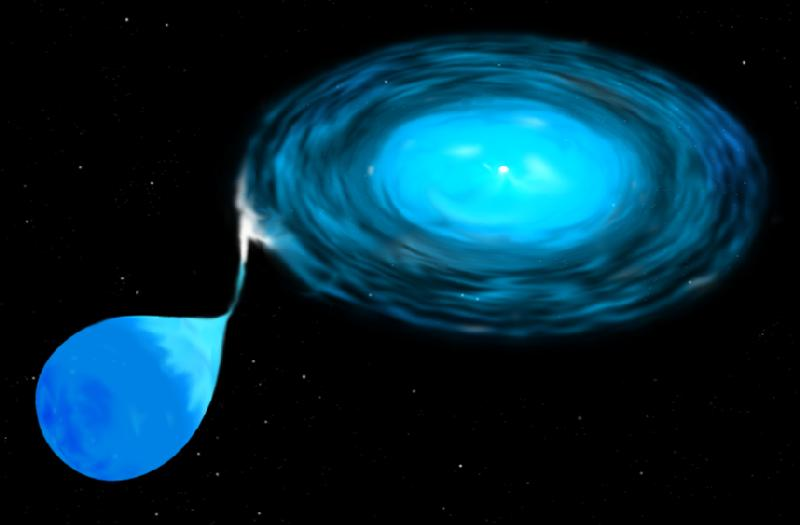
Concepção artística de um sistema tipo variável cataclísmica

Variáveis cataclísmicas são estrelas binárias próximas entre si, normalmente formadas por uma anã branca (primária) e uma anã vermelha (secundária), em que há transferência de matéria da estrela secundária para a estrela primária, formando um disco de acreção. A estrela secundária pode ser uma anã da sequência principal ou eventualmente uma estrela gigante.
A transferência de matéria causa variações de brilho esporádicas no sistema, daí a denominação 'cataclísmica'. Essencialmente há dois estados distintos em variáveis cataclísmicas: erupções, quando o sistema aumenta em várias magnitudes seu brilho; e quiescência, em que o disco de acreção encontra-se em um estado de baixa emissão.
Se o processo de transferência de matéria mantiver-se por tempo suficiente de modo que a massa da anã branca exceda o limite de Chandrasekhar, a crescente pressão interna pode iniciar uma reação em cadeia de fusão do carbono e resultar em uma supernova tipo Ia, que destrói completamente a anã branca.

## Classificação
É provável que todas as variáveis cataclísmicas possuam campos magnéticos, que podem estar associados à estrela primária, à estrela secundária ou a um disco de acreção. Esses campos magnéticos possivelmente são os responsáveis por controlar a evolução orbital do sistema  por freamento magnético (magnetismo na secundária) e por fornecerem a fonte de viscosidade observada nos discos de acreção (magnetismo no disco).
Quanto ao grau de magnetismo da estrela primária, os sistemas são classificados como magnéticos e não-magnéticos. Nos sistemas magnéticos a acreção de matéria é determinada predominantemente pelo campo magnético da estrela primária. Nos sistemas ditos não-magnéticos, o campo magnético da estrela primária é relativamente baixo (B < 105 G) e o movimento do gás da estrela secundária para a estrela primária é determinado predominantemente pela hidrodinâmica do fluxo de acreção.
Os sistemas magnéticos são divididos em duas classes: polares e polares intermediárias.
Os sistemas não magnéticos são divididos em: Novas Clássicas, Novas Recorrentes, Novóides e Novas Anãs.

## Características

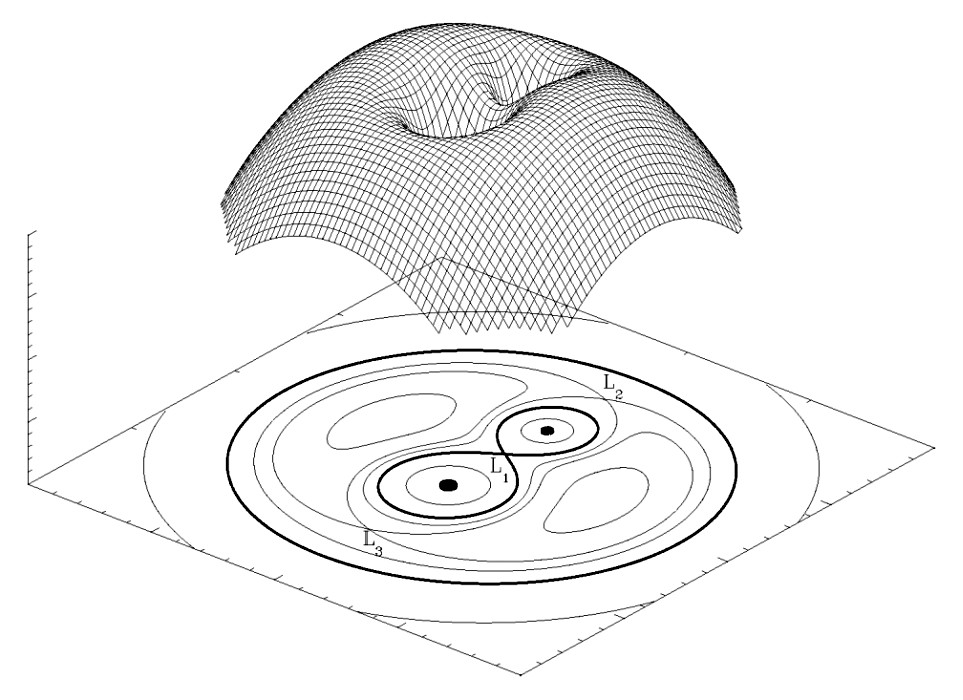
Representação do Lóbulo de Roche

A separação entre as componentes da binária é pequena, aproximadamente do diâmetro da estrela secundária, fazendo com que os efeitos da força de maré sejam intensos. O fato das estrelas estarem próximas faz com que a velocidade orbital seja alta, produzindo uma força centrífuga intensa que, assim como os efeitos de maré, contribui para a deformação das componentes do sistema binário.
A partir de uma análise das regiões equipotenciais da binária podemos entender bastante da estrutura e dinâmica da variável. Existem cinco pontos críticos na superfície equipotencial, chamados de pontos Lagrangianos onde a gravidade se anula. O ponto L1 (ponto Lagrangiano interno), localizado entre as duas estrelas, é de particular importância porque se uma das estrelas se expande suficientemente tal que parte de sua superfície atinge o ponto L1, ocorrerá transferência de massa entre as estrelas. A curva equipotencial que inclui o ponto L1 é chamada de Lóbulo de Roche. As equipotenciais são quase esféricas em torno das estrelas individuais, enquanto que as equipotenciais externas ao lóbulo de Roche envolvem as duas estrelas.
Se o campo magnético é intenso, a matéria tende a cair em direção da anã branca (estrela primária) acompanhando as linhas de campo magnético (como no caso das polares). Em sistemas onde o campo magnético não é muito intenso, temos a formação de um disco de acreção em torno da primária pela matéria proveniente da secundária. O atrito entre os diferentes anéis do disco faz com que a matéria perca momento angular e espirale em direção à anã branca. Na camada adjacente à anã branca, para ser absorvida, a matéria tem que se desacelerar até ficar com a mesma velocidade da anã branca. A energia perdida nesse processo é emitida em forma de radiação. Essa região é chamada de boundary layer(camada limite). Ela pode emitir tanta radiação ou mais que o disco de acreção, provocando um aquecimento neste último. Outra estrutura que se forma no disco é o bright spot, que é resultante do impacto do fluxo de matéria que vem continuamente da secundária com a borda externa do disco. Esta área pode irradiar na região da luz visível tanto ou mais que o disco,  estrela primária ou  estrela secundária. Podemos observar as componentes da cataclísmica durante um eclipse, no caso de sistema binário eclipsante, através da análise de sua curva de luz.